# Landtagswahlkreis Unna I
Der Landtagswahlkreis Unna I ist ein Landtagswahlkreis in Nordrhein-Westfalen. Er umfasst die Gemeinden Fröndenberg, Holzwickede, Schwerte und Unna im Kreis Unna. Das Gebiet wurde seit 1980 nicht verändert, lediglich 2000 wurde ein Teil von Unna an einen anderen Wahlkreis abgegeben.

## Landtagswahl 2022
Die Landtagswahl fand am 15. Mai 2022 statt. Hartmut Ganzke wurde mit 36,9 % direkt in den Landtag gewählt. Die Wahlbeteiligung betrug 57,5 %.
| Direktkandidat          | Partei | Partei                | Erststimmen in % | Zweitstimmen in % |
| ----------------------- | ------ | --------------------- | ---------------- | ----------------- |
| Marcal Zilian           |        | CDU                   | 29,6             | 32,5              |
| Hartmut Ganzke          |        | SPD                   | 36,9             | 31,7              |
| Hans-Christian Hierweck |        | Bündnis 90/Die Grünen | 17,1             | 17,9              |
| Susanne Schneider       |        | FDP                   | 5,9              | 5,2               |
| Jürgen Chmielecki       |        | AfD                   | 5,0              | 5,1               |
| Anke Willnat            |        | Die Linke             | 2,1              | 1,7               |
| Frederik Schouwink      |        | Die PARTEI            | 2,0              | 1,3               |
| Artur Helios            |        | dieBasis              | 0,9              | 0,7               |
| Nancy Meyer             |        | Volt                  | 0,5              | 0,4               |
| —                       |        | Sonstige              | —                | 3,5               |

Hartmut Ganzke konnte den Wahlkreis erneut direkt gewinnen. Susanne Schneider (FDP) schied zunächst aus dem Landtag aus, rückte jedoch am 1. Januar 2023 nach.

## 2017
Wahlberechtigt waren 114.181 Einwohner.
| Direktkandidat         | Partei  | Erststimmen in % | Zweitstimmen in % |
| ---------------------- | ------- | ---------------- | ----------------- |
| Hartmut Ganzke         | SPD     | 39,7             | 36,5              |
| Bianca Dausend         | CDU     | 32,1             | 28,3              |
| Herbert Franz Goldmann | GRÜNE   | 6,5              | 6,5               |
| Susanne Schneider      | FDP     | 9,0              | 12,0              |
| Hanns-Jörg Rohwedder   | Piraten | 1,9              | 1,1               |
| Walter Wendt-Kleinberg | LINKE   | 4,9              | 4,6               |
| Hans-Otto Dinse        | AfD     | 5,9              | 7,2               |
| —                      | Übrige  | —                | 3,8               |

Neben dem Wahlkreisabgeordnete Hartmut Ganzke (SPD), der den Wahlkreis seit 2012 hält, wurde die FDP-Direktkandidatin Susanne Schneider über den Listenplatz 14 der Freien Demokraten in den Landtag geworden. Der bisherigen Abgeordneten Herbert Goldmann, dessen Listenplatz aufgrund der Verluste der Grünen nicht mehr zum Wiedereinzug ausreichten, und Hanns-Jörg Rohwedder, der mit den Piraten an der 5%-Hürde scheiterte, schieden aus dem Parlament aus.

## 2012
Wahlberechtigt waren 115.154 Einwohner.
| Direktkandidat         | Partei  | Erststimmen in % | Zweitstimmen in % |
| ---------------------- | ------- | ---------------- | ----------------- |
| Hartmut Ganzke         | SPD     | 49,6             | 46,6              |
| Jörg Schindel          | CDU     | 25,8             | 21,2              |
| Herbert Franz Goldmann | GRÜNE   | 9,4              | 11,3              |
| Heike Palm             | Piraten | 8,5              | 8,1               |
| Susanne Schneider      | FDP     | 4,3              | 7,0               |
| Walter Wendt-Kleinberg | LINKE   | 2,3              | 2,1               |

## 2010
Wahlberechtigt waren 116.013 Einwohner.
| Direktkandidat     | Partei  | Erststimmen in % | Zweitstimmen in % |
| ------------------ | ------- | ---------------- | ----------------- |
| Wolfram Kuschke    | SPD     | 45,5             | 41,9              |
| Gabriele Kordowski | CDU     | 31,8             | 29,0              |
| Dietmar Appel      | GRÜNE   | 9,7              | 11,8              |
| Martina Siehoff    | LINKE   | 5,1              | 5,4               |
| Susanne Schneider  | FDP     | 4,1              | 5,8               |
| Heike Palm         | Piraten | 1,6              | 1,8               |
| Günther Hartwig    | NPD     | 1,5              | 1,2               |
| Nikolas Müller     | Rentner | 0,6              | 0,6               |

## 2005
Wahlberechtigt waren 117.686 Einwohner.
| Direktkandidat     | Partei | Stimmen in % |
| ------------------ | ------ | ------------ |
| Wolfram Kuschke    | SPD    | 43,5         |
| Gabriele Kordowski | CDU    | 39,2         |
| Günter Schmidt     | FDP    | 5,6          |
| Gudrun Bürhaus     | GRÜNE  | 6,5          |
| Kevin Hauer        | REP    | 0,6          |
| Werner Kelm        | PDS    | 0,9          |
| Arischa Pellny     | NPD    | 1,1          |
| Gabriele Dröst     | WASG   | 2,5          |

## 2000
Wahlberechtigt waren 104.402 Einwohner.
| Direktkandidat        | Partei      | Stimmen in % |
| --------------------- | ----------- | ------------ |
| Inge Lagemann         | SPD         | 47,3         |
| Gabriele Kordowski    | CDU         | 32,1         |
| Günter Schmidt        | FDP         | 9,5          |
| Barbara Streich       | GRÜNE       | 7,8          |
| Aloma Bittner         | REP         | 1,3          |
| Ursula Becker-Neumann | NATURGESETZ | 0,5          |
| Anton Lenz            | MLPD        | 0,0          |
| Peter Trautner        | PDS         | 0,9          |
| Ute Bendrat           | DIE FRAUEN  | 0,5          |